# Елвира Мадиган (филм из 1967)
Елвира Мадиган (швед. Elvira Madigan) је шведска романтична драма из 1967. године, рађена по истинитом догађају.

## Кратак садржај
Елвира Мадиган ради као акробаткиња и плесачица у малом, породичном циркусу, и док су на путовању кроз Шведску, упознаје старијег племића и официра Сикстен Спареа. Заљубљују се једно у друго али Спаре је већ несрећно ожењен и има двоје деце. Одлучују да је једини излаз из дотадашњих обавеза побећи у другу земљу (избор пада на Данску) али због немогућности да прибаве финансијска средства која би им омогућила преживљавање, бивају приморани да изврше самоубиство. 

## Улоге
| Глумац          | Улога          |
| --------------- | -------------- |
| Пија Дегермарк  | Елвира Мадиган |
| Томи Бергрен    | Сикстен Спаре  |
| Ленарт Малмер   | Кристофер      |
| Клео Јенсен     | Клео           |
| Нина Вилдерберг | Клеова кћерка  |

## Локације снимања
- Карлберг палата - (налази се у граду Солна, Шведска)
- Јиланд - (дио Данске)
- Сконе - (дио Шведске)
- Солиден палата - (налази се на острву Еланд (швед. Öland) у Балтичком мору, Шведска)
- Стокхолм - (главни град Шведске)